# Сютлюдже
 Тази статия е за селото във Вилает Лозенград.  За селото във Вилает Чанаккале вижте Сютлюдже (вилает Чанаккале).  
Сютлюдже или Йенимандъра (на турски: Sütlüce) е село в Източна Тракия, Турция, Околия Бунархисар, Вилает Лозенград.

## География
Селото се намира на 4 километра южно от Чонгара.